# Lucilius Bassus
Lucilius Bassus est un légat romain, nommé par l'Empereur Vespasien en 71 apr. J.-C. à la tête de la province de Judée.

## Biographie
Bassus est préfet de la Classis Ravennas, une flotte romaine stationnée à Ravenne, et trahit Vitellius en prenant le parti de Vespasien au cours de l'Année des quatre empereurs (69 apr. J.-C.).
Désigné afin de mettre fin à la Grande Révolte Juive dans la province, il dirige la légion Legio X Fretensis, détruisant les bastions juifs d'Hérodion et Macheronte pendant sa marche vers le Massada. Cependant en cours de route, Bassus tombe malade et meurt, et est remplacé par Lucius Flavius Silva à la fin de 72 apr. J.-C.